# Balistes polylepis
Balistes polylepis е вид лъчеперка от семейство Balistidae. Видът не е застрашен от изчезване.

## Разпространение и местообитание
Разпространен е в Гватемала, Еквадор, Колумбия, Коста Рика, Мексико, Никарагуа, Панама, Перу, Салвадор, САЩ, Хондурас и Чили.
Обитава тропически води, пясъчни и скалисти дъна на морета, заливи, рифове и крайбрежия. Среща се на дълбочина от 1 до 60 m, при температура на водата от 14,9 до 24,9 °C и соленост 34,2 – 35,1 ‰.

## Описание
На дължина достигат до 76 cm.